# Alperi Onar
Şerife Alperi Onar (Seyhan, 2 gennaio 1996) è una cestista turca.

## Carriera
Con la Turchia ha disputato due edizioni dei Campionati europei (2021, 2023).